# الكاكوري كيريشتيان

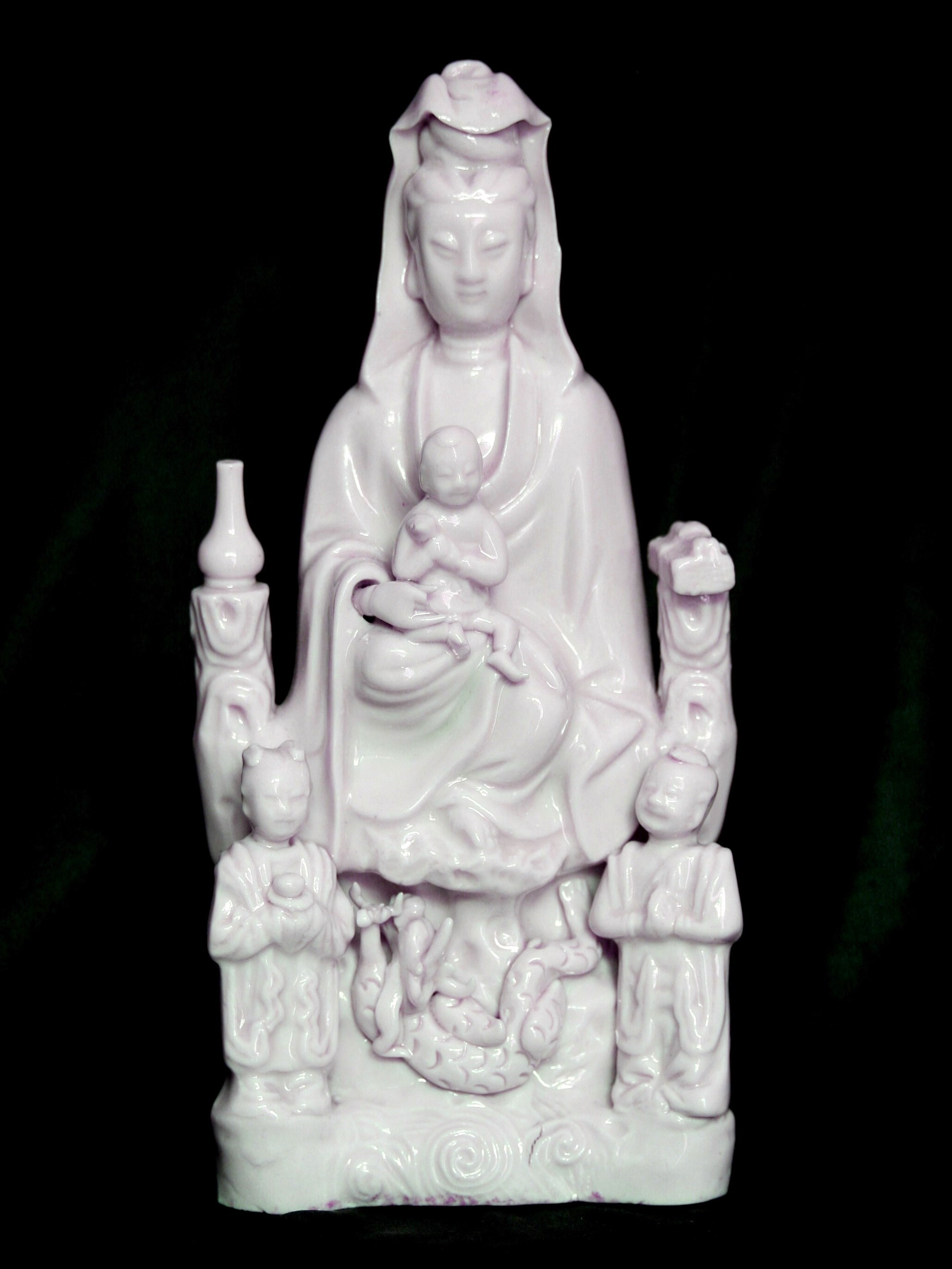
تمثال مريم العذراء والطفل يسوع والذي يبدو تمثال للآلهة البوذية حيث مارس الكاكوري كيريشتيان معتقداتهم في سرية.

الكاكوري كيريشتيان (باليابانية: 隠れキリシタン) والتي تعني حرفيًا المسيحيين المتخفيين. هو مصلح حديث لوصف المسيحيين أتباع الكنيسة الرومانية الكاثوليكية في اليابان والذين إضطروا إلى التخفي وممارسة الشعائر المسيحية في الخفية خلال عصر الاضطهادات خلال فترة إيدو بين القرن السادس عشر والسابع عشر.
دعي لكاكوري كيريشتيان لأنهم استمروا في ممارسة المسيحية في السر بعدما تم إجبار الآلاف من المسيحيين اليابانيين على ترك المسيحية تحت طائلة التعذيب والتهديد. حيث تعبدوّا في غرف سرية في منازل خاصة. مع مرور الوقت، تحولت تماثيل القديسين والعذراء مريم إلى التماثيل بدت مثل التماثيل التقليدية لبوذا وبوداسف. تم تكييف الصلوات المسيحي صلاة لتبدو وكأنها أناشيد بوذية، ولكن احتفظ العديد من الكلمات غير المترجمة من اللغة اللاتينية والبرتغالية والإسبانية. أنتشر الكتاب المقدس وأجزاء أخرى من القداس بشكل شفوي أو بشكل كتابات سريّة، وذلك لأن الأعمال المطبوعة يمكن مصادرتها من قبل السلطات. وبسبب الطرد الرسمي لرجال الدين الكاثوليك في القرن السابع عشر، اعتمد مجتمع الكاكوري كيريشتيان على القادة العلمانيين لقيادة الخدمات الدينية.
كان هناك ما يقرب من 30,000 المسيحيين المتخفين، وقد اعتمد بعضهم على طرق جديدة لممارسة المسيحية، وبعد رفع الحظر عن المسيحية في القرن التاسع عشر مع استعراش مييجي. أصبح يعرف الكاكوري كيريشتيان باسم موكاشي كيريشتيان أي المسيحيين القدماء (باليابانية: 昔キリシタン) وبرزت ليس فقط من المناطق المسيحية التقليدية في كيوشو، ولكن أيضا من المناطق الريفية أخرى من اليابان.
الغالبية العظمى من الكاكوري كيريشتيان عادت من جديد إلى الكنيسة الكاثوليكية بعد رفع الحظر عن المسيحية وقامت بالتخلي عن الممارسات الغير تقليدية، والممارسات التوفيقية. بعض من جماعات الكاكوري كيريشتيان لم تنضم للكنيسة الرومانية الكاثوليكية وحافظت على تقاليدها المسيحية الخاصة تسمى هذه الجماعات هاناري كيريشتيان أي المسيحيين المنفصليين (باليابانية: 離れキリシタン). وتتواجد الآن في المقام الأول في محافظة ناغاساكي وجزر غوتو. حاليا المسيحية هي ثالث أكبر الجماعات الدينية في اليابان ويبلغ تعداد المسيحيين حوالي 2 مليون نسمة، وتختلف التقديرات حول نسبة المسيحيين في اليابان حيث تتراوح بين 2.3% إلى 6% في عام 2006 وذلك حسب إحصائية مؤسسة غالوب، مقارنةً بحوالي 1% عام 2000.

## مواقع خارجية
- Photo-Documentary of Christian history in Japan with Concentration on Hidden Christians: photo and film project by students of St Olaf College.
- "Japan – Hidden Christians": Foreign Correspondent documentary
- "Ikitsuki Journal; Once Banned, Christianity Withers in an Old Stronghold"، The New York Times، 25 ديسمبر 2003، مؤرشف من الأصل في 2019-12-12.
- "Lack of Oppression Hurts Christianity in Japan"، The New York Times، Sam Sloan، 3 أبريل 1997، مؤرشف من الأصل في 2007-09-27.
- "Japan's Crypto-Christians"، Time Magazine، مؤرشف من الأصل في 2013-08-25.
- 2008 Beatification of Japanese Martyrs، Zenit، مؤرشف من الأصل في 2012-10-01.
- مسيحيو اليابان.. ممارسة الشعائر الدينية في الخفاء.